# Jérémie Nouar
Jérémie Nouar, né le 29 novembre 1995 aux Lilas, est un boxeur français.

## Biographie
Jérémie Nouar est né aux Lilas, en Seine-Saint-Denis, d’un père algérien et d’une mère polonaise.
Il commence la boxe à l’âge de 10 ans au Boxing Athletic Club du 9e arrondissement (BAC9) de Paris, club formateur du médaillé olympique Souleymane Cissokho. 
Il fait son premier combat en 2010, entrainé par Soké Traoré et Elhadj Cissokho.
Après deux ans de compétition, il devient champion de France en 2012 et fait sa première apparition en Équipe de France lors d’une rencontre internationale France - Pologne, d’où il reviendra vainqueur. Il devient notamment Champion de France Universitaire en 2016, titre qu’il conservera 3 années consécutives.
Il intègre officiellement le Pôle France de Boxe à l’INSEP en 2016 à la suite d'un stage de détection et participera, la même année, aux Championnats du Monde Universitaire à Chiang Mai où il s’inclinera en 1/4 de finale contre le boxeur russe Eduard Abdrakhmanov.
En 2017, il rejoint le Top Rank de Bagnolet, entraîné par Ali Oubaali.

## Vie privée
En parallèle, il poursuit ses études jusqu’à l’obtention d’un Master en Stratégie Internationale à l’Université Paris 1 Panthéon-Sorbonne.

## Palmarès

### Championnat de France de Boxe amateur
- Champion de France 2012
- Champion de France U 2016, 2017, 2018

### Championnat d'Ile-de-France de Boxe amateur
- Champion d’Ile-de-France 2011
- Vice champion d’Ile-de-France 2012
- Vice champion d’Ile-de-France 2014